# Песнь о Гильоме
«Песнь о Гильоме» (варианты французского названия — La Chançun de Willame, La Chançun de Willeme, La Chançun de Guillelme, Chanson de Guillaume) — одна из древнейших известных эпических поэм Франции, послужила ядром цикла о Гильоме Оранжском.
Сохранилась в единственной рукописи, которая с 1913 года находится в Британском Музее. Написана десятисложным ассонансированным стихом; насчитывает 3554 строки (некоторые лессы начинаются короткой строкой).
Предполагают, что рукопись явилась обработкой и сведением в одно целое двух более ранних, не дошедших до нас поэм — «Песни о Гильоме» (стихи 1 — 1980) и «Песни о Ренуаре» (стихи 1981—3554). По сюжету первая часть во многом совпадает с более поздней поэмой «Подвиги Вивьена», вторая — с поэмой «Алисканс». Возможно, эти две поздние поэмы являются независимой обработкой тех же не сохранившихся поэм.

## Содержание
К Ларшану (L'Archanz) подходит сарацинское войско. Стоящие во главе боевых сил франков Тибо и Эстурми трусливо бегут, и их сменяет племянник Гильома Вивьен. С ним его кузен Жирар. Он отправляется за помощью к Гильому в Барселону. Тем временем Вивьен героически сражается и погибает. Гильом прибывает с войском к Ларшану, но терпит поражение и возвращается в Барселону (Жирар погибает одним из первых). Гибор (жена Гильома) собирает новое войско и отправляет с ним Гильома. Начинается новая битва. Гильом едва не погибает, но ему приходит на помощь юный Ги, брат Вивьена, который отрубает голову сарацинскому вождю Дераме. Франки побеждают.
Гильом и Ги находят умирающего Вивьена. Сарацины нападают снова, у Гильома совсем не остаётся бойцов, к тому же сарацины захватили и увели на свои корабли многих знатных франков (в том числе племянника Гильома Бертрана), и Гильом бежит к Оранжу. Затем он едет в Лан к Людовику, и тот нехотя собирает новое войско. В него входит крестившийся сарацин, великан Ренуар, брат Гибор. С его помощью франки одерживают полную победу. Гильом награждает своих воинов, но забывает о Ренуаре. Тот в обиде уезжает, Гильом пускается на его поиски, возвращает, награждает.